# Наука (списание, 1991)
 Тази статия е за печатния орган на Съюза на учените в България.  За литературното списание от 1881 до 1884 г. вижте Наука (списание, 1881).  За научното онлайн списание вижте Българска Наука (списание).
Списание „Наука“, основано през 1991 г., е българско национално периодично научно списание, печатен орган на Съюза на учените в България (СУБ).
Публикува материали по широк кръг теми в областта на науката, културно-историческото наследство, технологиите, иновациите и образованието. Излиза с периодичност от 2 месеца (6 броя годишно) и е предназначено за публикации от български и чуждестранни автори. Като печатен орган на СУБ е регламентирано от чл. 7, т. 3 от Устава на Съюза.
Към 2018 г. главен редактор е акад. Стефан Воденичаров. Членове на редколегията му са акад. Александър Александров, акад. Хилмар Валтер (чуждестранен член на БАН), акад. Михаил Виденов, акад. Иван Загорчев, акад. Георги Марков, чл.-кор. Емилия Пернишка, чл.-кор. Георги Русев, чл.-кор. Лъчезар Трайков, проф. Гаро Мардиросян, проф. Албена Чавдарова. В редакционния съвет присъстват учени от България, Германия, Испания, Р. Македония, Русия, САЩ, Сърбия, Турция, Франция.
Списанието е насочено към българска аудитория и се издава на български език, с изключение на съдържанието на броевете и резюметата на научните статии. Индексира се в Националния център за информация и документация (НАЦИД) и руската база данни ИНИОН РАН.